# Кузнецово (Александровский район)
Кузнецово — упразднённая деревня в Александровском районе Владимирской области России.

## География
Урочище находится в северо-западной части области, в зоне хвойно-широколиственных лесов, вблизи истока реки Киговки, на расстоянии примерно 25 километров (по прямой) к северо-западу от города Александрова, административного центра района.

### Климат
Климат характеризуется как умеренно континентальный, с умеренно тёплым летом, холодной зимой, короткой весной и облачной, часто дождливой осенью. Среднегодовая температура воздуха — +3,4 °C. Годовое количество атмосферных осадков — 549 миллиметров, из которых большая часть выпадает в тёплый период.

## История
В «Списке населенных мест Владимирской губернии по сведениям 1859 года» населённый пункт упомянут как владельческое сельцо Александровского уезда, расположенное при прудах, в 30 верстах от уездного города. В сельце насчитывалось 10 дворов и проживало 73 человека (33 мужчины и 40 женщин).
По состоянию на 1905 год, в Кузнецове имелось 12 дворов и проживало 72 человека. В административном отношении деревня входила в состав Тирибревской волости.
В советское время входила в состав Тирибровского сельсовета Александровского района. Упразднена решением облисполкома № 117 от 3 февраля 1971 года как фактически не существующая.